# Чимитов, Доржи Шойнхорович
Доржи Шойнхорович Чимитов (род. 30 июля, с. Дульдурга, Забайкальский край) — российский военнослужащий, полковник. Участник российского вторжения на Украину в 2022 году. Герой Российской Федерации (2024).

## Биография
Родился 30 июля 1979 года в селе Курумкан Бурятской АССР. Окончил Новосибирское высшее военное командное училище. В 2003 году после окончания училища проходил службу в 24-й бригаде специального назначения Главного разведывательного управления Генерального штаба Вооружённых сил Российской Федерации. С 2022 года — участник вторжения России на Украину.

## Звания и награды
- Герой Российской Федерации (13 августа 2024, «За мужество и героизм, проявленные при исполнении воинского долга, присвоить звание Героя Российской Федерации Чимитову Доржи Шойнхоровичу — полковнику»)[1]. Звезду Героя и именное огнестрельное оружие ему лично вручил министр обороны РФ Андрей Белоусов[6].
- Два ордена Мужества[5].
- Орден Александра Невского[5].